# Yamila Santas
Yamila Santas (ur. 8 listopada 1992 na Kubie) – kubańska siatkarka, występująca na pozycji rozgrywającej, a także atakującej. Obecnie występuje w drużynie La Habana.